# Simone Colombi
Simone Colombi (* 1. Juli 1991 in Seriate, Italien) ist ein italienischer Fußballtorhüter.

## Karriere
Colombi wuchs im Norden Italiens auf und kam aufgrund der Nähe Bergamos auf, weshalb er auch ab 2000 die dortige Fußballschule von Atalanta besuchte. Diese durchlief er bis 2008 und wurde im Anschluss in den Profikader übernommen. In seiner ersten Spielzeit kam er jedoch nicht zum Einsatz. Um Spielpraxis zu sammeln folgten seitdem mehrere Leihgeschäfte, unter anderem zur SS Juve Stabia, dem FC Modena und Calcio Padova.
Zur Saison 2014/15 wechselte Colombi zu Cagliari Calcio. Nach einem Jahr in Cagliari wechselte er für ein halbes Jahr auf Leihbasis zu US Palermo. Im Anschluss folgte eine weitere Leihe an den FC Carpi bis Sommer 2017. Carpi verpflichtete Colombi nach Ablauf der Leihe fest. Seit 2019 steht er bei Parma Calcio unter Vertrag.

### Nationalmannschaft
Colombi absolvierte einige Spiele für die U-19-, U-20- und U-21-Auswahlen Italiens. Mit der U-21-Mannschaft wurde er 2013 unter Devis Mangia Vize-Europameister.

## Erfolge
- U-21-Vize-Europameister: 2013